# San Antonio (San Miguel)
San Antonio è un comune del dipartimento di San Miguel, in El Salvador.